# Ramón Fernández Hontoria
Ramón Fernández Hontoria y García de la Hoz (Puerto Príncipe, 24 de agosto de 1853-Pontejos, 11 de agosto de 1934) fue un político y abogado español activo durante la Restauración y miembro del Partido Conservador.

## Biografía
Nacido el 24 de agosto de 1853 en Puerto Príncipe, Cuba.
Líder de la ala regeneracionista de los silvelistas en la provincia de Santander, fue elegido diputado a Cortes por el distrito de Santander en las elecciones de 1884, 1891, 1896, 1899, 1901, 1903 y 1905. En 1901 sustituyó a Gumersindo Díaz Cordovés y Gómez como diputado por el distrito toledano de Quintanar de la Orden por poco más de un mes.
Correligionario de Antonio Maura, tras pasar por la Subsecretaría de la Gobernación, fue nombrado el 8 de diciembre de 1903 subsecretario de la Presidencia del Consejo de Ministros. Ejerció de senador vitalicio entre 1907 y 1923. Falleció el 11 de agosto de 1934 en Pontejos, provincia de Santander.
Fue miembro numerario de la Real Academia de Ciencias Morales y Políticas, con la medalla número 24.